# Hey!!people,
『Hey!!people,』（ヘイ！ピーポー）は、日本のロックバンド・THE TON-UP MOTORSが2011年7月6日に発売した1枚目のミニ・アルバムである。

## 内容解説
歓びを唄う
『有吉AKB共和国』EDテーマ　『ブギウギ専務』EDテーマ。岸弘によるPVが制作されている。
無名のうた
poppinsによるPVが制作されている。

## 収録内容
| 全作詞・作曲・編曲: 上杉周大。 |                         |          |            |       |
| #                              | タイトル                | 作詞     | 作曲・編曲 | 時間  |
| 1.                             | 「歓びを唄う」          | 上杉周大 | 上杉周大   | 04:01 |
| 2.                             | 「人生はステージ」      | 上杉周大 | 上杉周大   | 04:51 |
| 3.                             | 「ブチまけて語れ!!」    | 上杉周大 | 上杉周大   | 03:48 |
| 4.                             | 「ノーザントレイン271」 | 上杉周大 | 上杉周大   | 02:55 |
| 5.                             | 「野となれ山となれ」    | 上杉周大 | 上杉周大   | 04:18 |
| 6.                             | 「無名のうた」          | 上杉周大 | 上杉周大   | 06:08 |
| 合計時間:                      | 合計時間:               | 26:01    |            |       |